# Harald Eriksson
Pour les articles homonymes, voir Eriksson.
Harald Eriksson (né le 22 septembre 1921 à Örträsk et mort le 20 mai 2015) est un fondeur suédois.

## Palmarès

### Jeux olympiques
| Épreuve / Édition | St-Moritz 1948 |
| 50 km             | Argent         |

### Autres courses
- Vainqueur du 50 km au Festival de ski d'Holmenkollen en 1948.